# Автомобільна промисловість в Україні

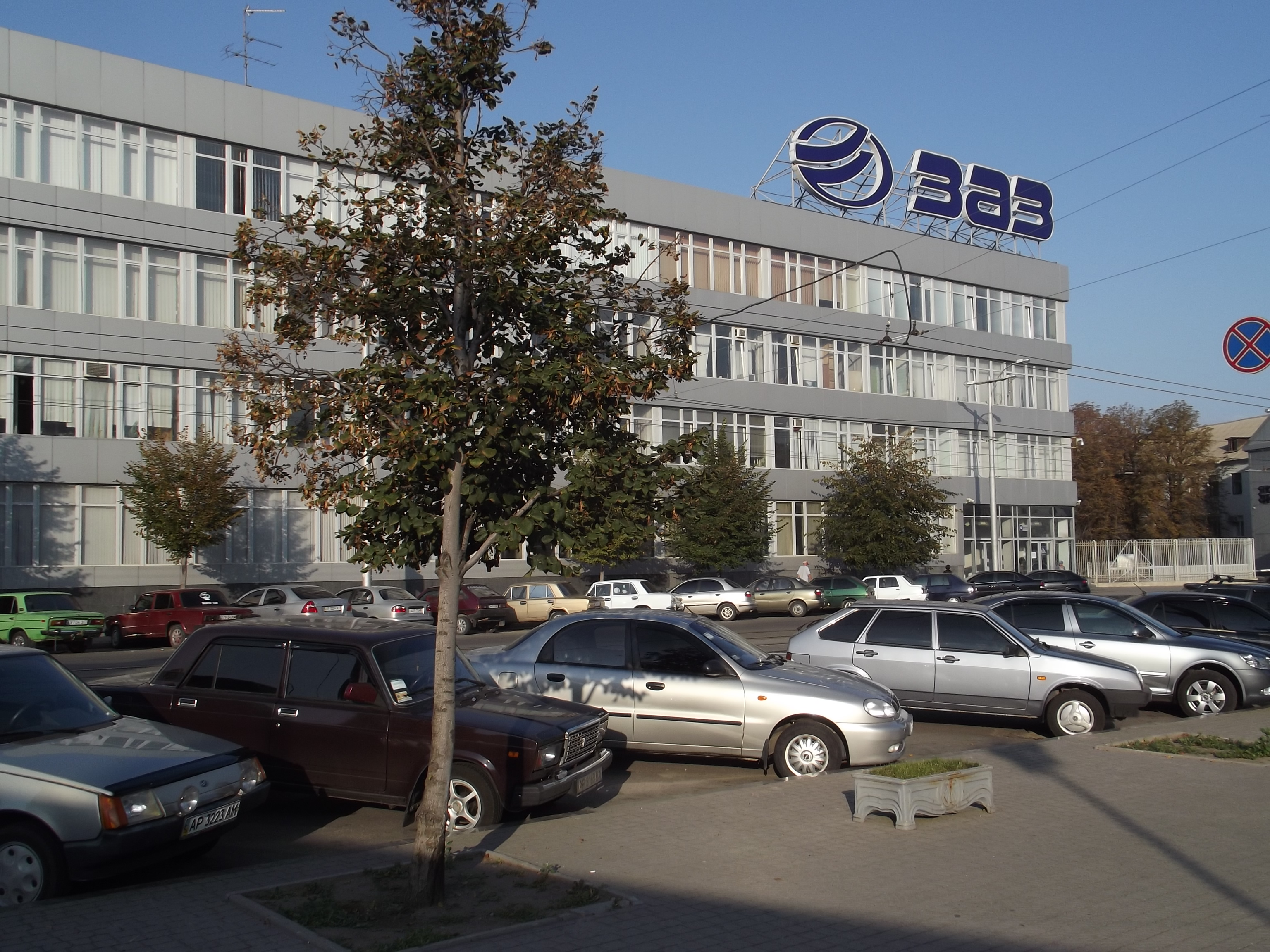
ЗАЗ — найбільший виробник легкових автомобілів в Україні

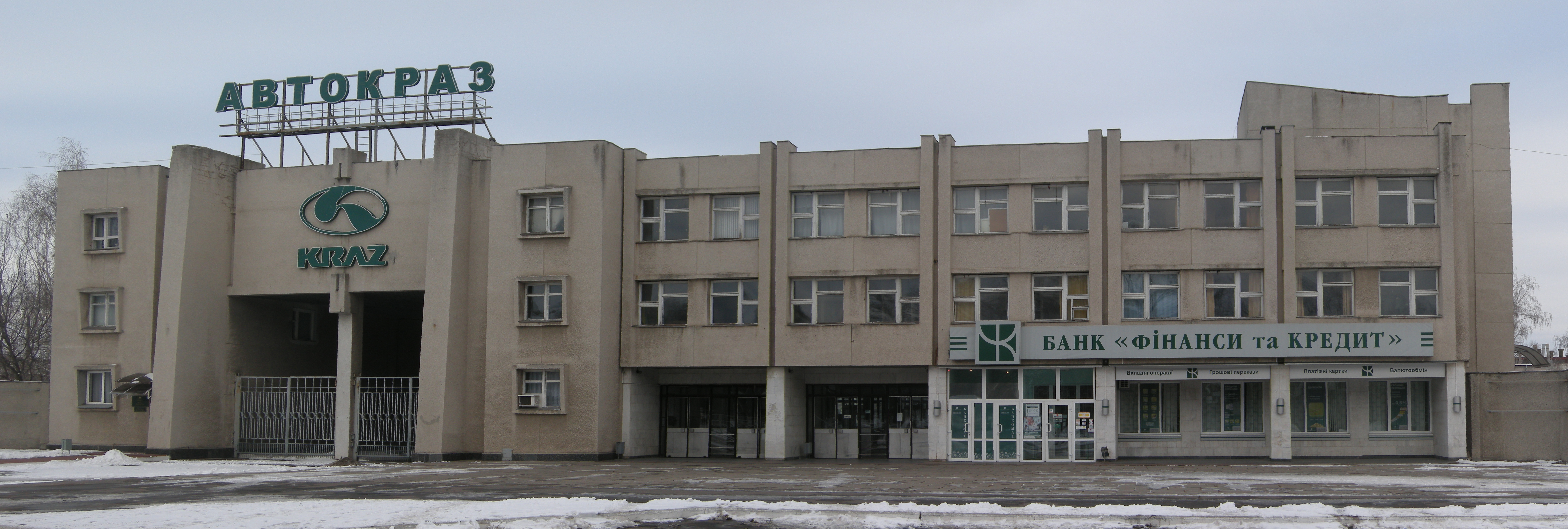
КрАЗ — єдиний виробник вантажівок в Україні

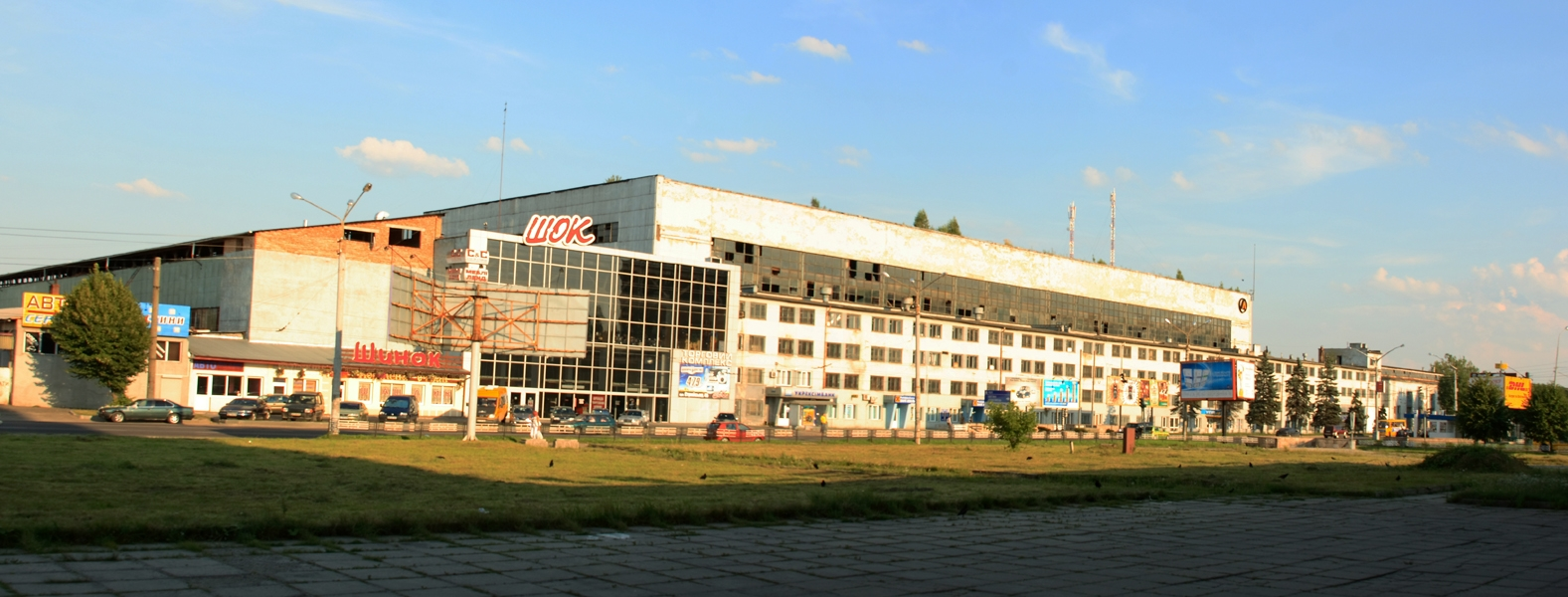
ЛАЗ — найбільший виробник автобусів в СРСР та Європі

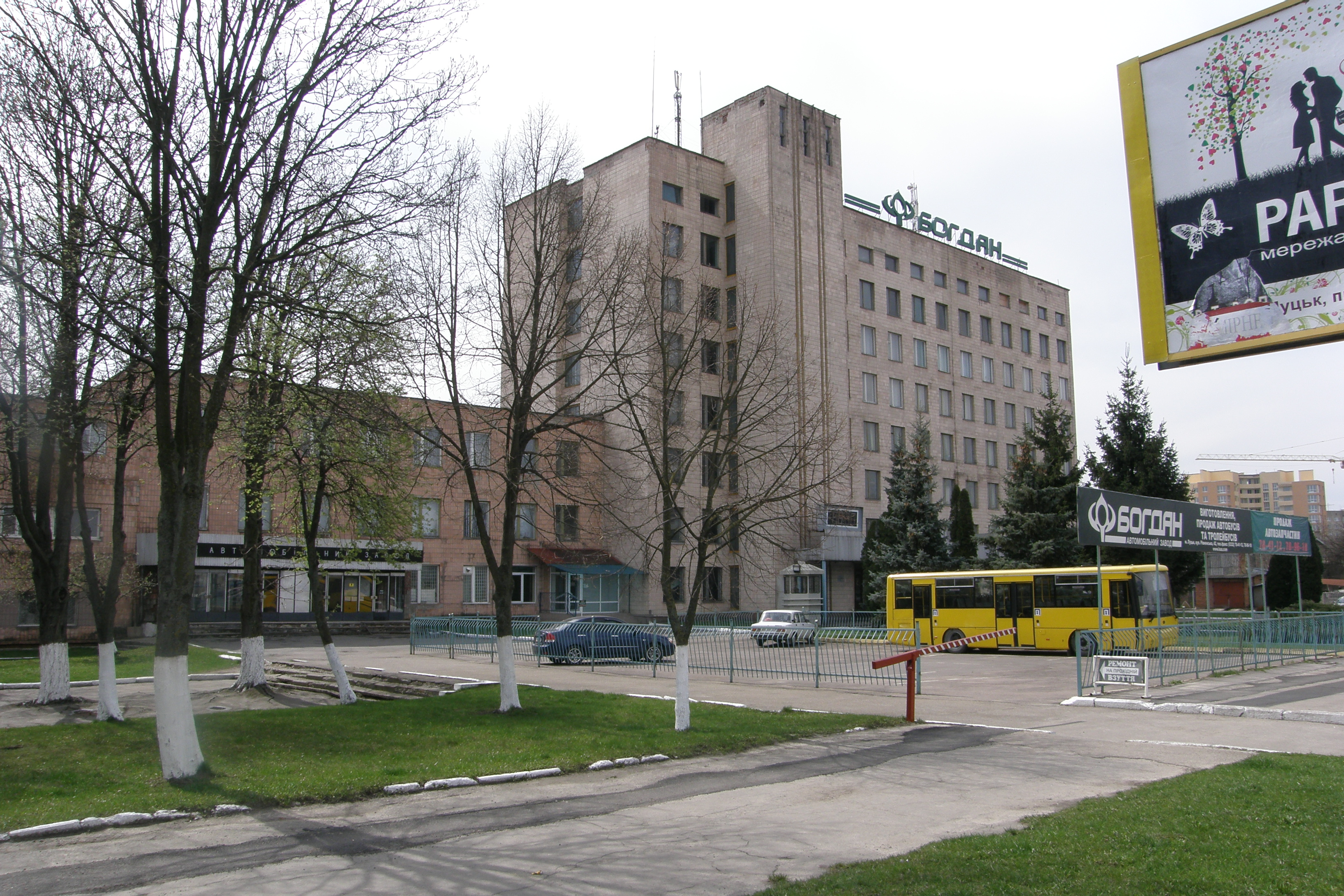
ЛуАЗ (тепер Богдан Моторс) — єдиний виробник мікролітражних позашляховиків в СРСР

Автомобільна промисловість України — галузь економіки України. 
Автомобільна промисловість України — це термін, який охоплює широкий спектр компаній та організацій в історії української держави, що беруть участь у проектуванні, розробці, виробництві, маркетингу та продажу легкових автомобілів, легкових комерційних автомобілів, вантажних автомобілів і автобусів, причепів, мотоциклів, мопедів, спеціальної та військової автомобільної техніки, запчастин та комплектуючих для автомобілів мотоциклів та мопедів.
Автомобілебудування в Україні представлено виробництвом вантажних, легкових автомобілів і автобусів. До 1991 р. до автомобілебудівного комплексу входило 4 автомобільних заводи:
- для виготовлення легкових автомобілів — Запорізький і Луцький,
- для виробництва вантажівок — Кременчуцький автозавод;
- для виробництва автобусів — Львівський автобусний завод.

Проектна річна потужність їх становила: Запорізького (ЗАЗ) — 300—350 тис. штук, Луцького автомобільного (ЛуАЗ) — 17 тис., Кременчуцького (КрАЗ) — 35 тис. і Львівського автобусного (ЛАЗ) — 16 тис. автобусів. Автомобілебудівні заводи обслуговували понад 60 підприємств України, які випускали комплектуючі та понад 300 підприємств різних галузей Союзу РСР. У найкращі часи (1985 р.) АвтоЗАЗ випускав близько 160 тис. автомобілів, Луцький автомобільний ЛуАЗ понад 10 тис., КрАЗ понад 30 тис. і ЛАЗ понад 15 тис. автобусів.

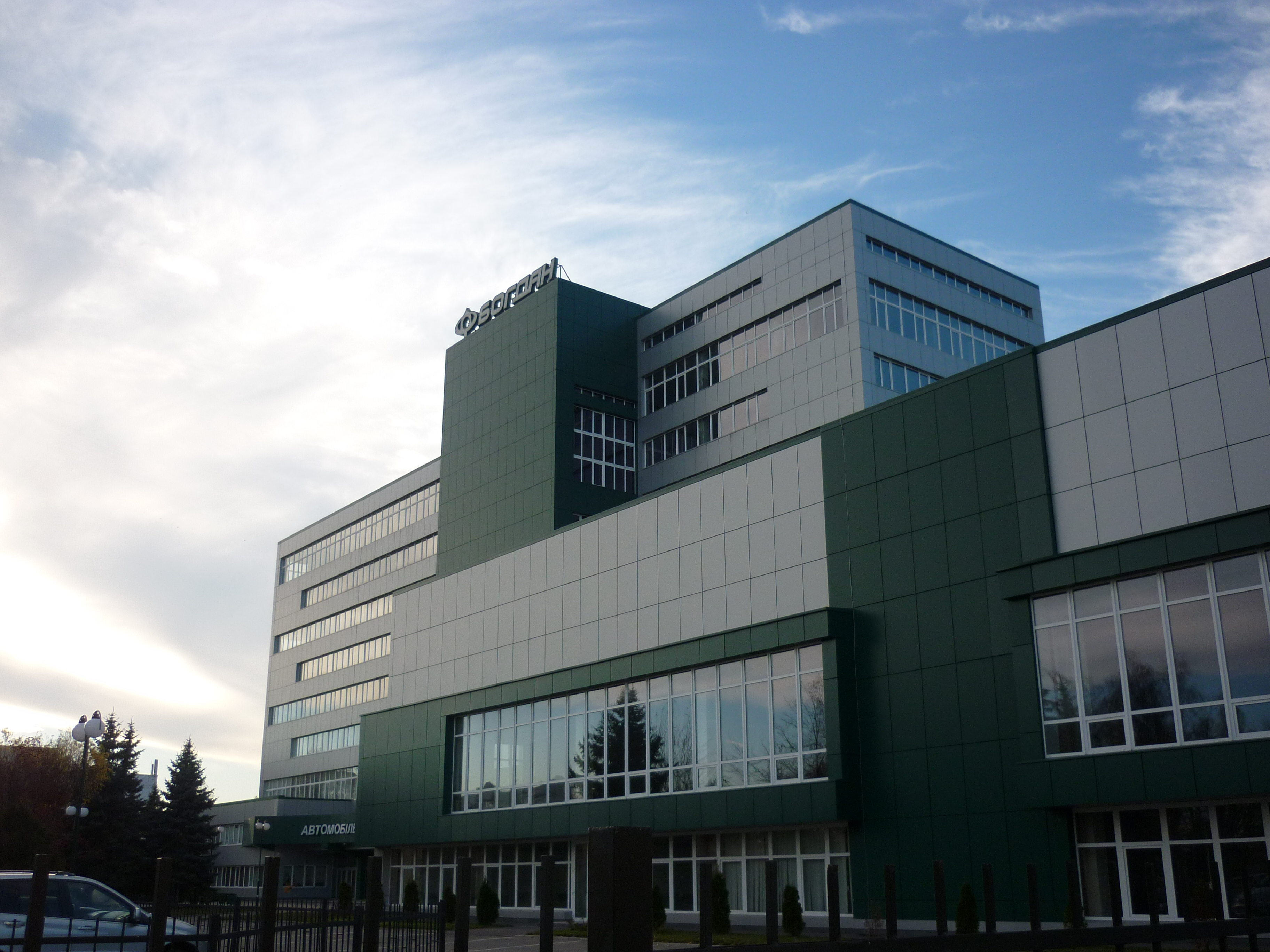
Завод Богдан (легкові автомобілі) відкрито в 2008 році в Черкасах

Наприкінці 1990-х та початку 2000-х років з'явились нові заводи з виробництва автомобілів. У Черкасах налагоджено складання мікроавтобусів "Богдан", в Сімферополі і Лубнах — "Газель". Виробництво мікроавтобусів налагоджено також у Борисполі Київської області та Чернігові. 
Забезпеченість населення України автомобілями становить лише 60 машин на 1000 жителів, тоді як у країнах з високорозвинутою ринковою економікою більше як 500. Недостатній випуск автомобілів в країні, їхня поки що невисока якість та низька купівельна спроможність населення сприяють завозу з-за меж країни в середньому 200 тис. легкових автомобілів за рік, 80% з яких уже були у використанні і термін використання яких уже вичерпаний. Це значно впливає на погіршення повітряного басейну і потребуватиме значних витрат на ремонти та на переведення таких машин на новий вид моторного палива — природний газ.
Головні завдання розвитку автомобілебудування визначені концепцією Державної промислової політики України, якою передбачено довести щорічний випуск легкових автомобілів до 120 тис., вантажних автомобілів — 15-20 тис. і автобусів — до 5 тис. шт. Розвиток автомобілебудування в Україні не задовольняє потреби держави у власній продукції. Якщо виробництво легкових автомобілів дещо оживилось, то заводи по випуску вантажних автомобілів та автобусів працюють в межах 10-15% своєї можливості. У 2004 р. власниками автомобільних заводів-гігантів стали російські підприємці. Розпочалася реконструкція цих підприємств і переорієнтація їх на випуск нових марок машин. 
На Кременчуцькому автозаводі передбачається виробництво як великовантажних автомобілів, так і машин вантажопідйомністю від 2 до 5 тон.
На Львівському автобусному заводі розпочато випуск міських автобусів нових видів — середніх, великих і надвеликих - відповідно на 70, 120 і 180 пасажирів. Річна потреба України в автобусах великої місткості (на 120 пасажирів) — 4 тис., а особливо великих (на 180 пасажирів) — 500 шт. У зв'язку з проблемою фінансування внутрішній споживач поки що не має можливості купувати львівські автобуси, і 90% вироблених машин реалізуються в Російську Федерацію та інші країни СНД. Пріоритетність розвитку автомобілебудування як наукоємної галузі, що дає змогу швидко окупити вкладені кошти, виправдала себе в багатьох країнах і значною мірою сприяла їхньому переходу в розряд високорозвинених. Необхідність пріоритетного розвитку цієї галузі донедавна визнавали й у нас. Ухвалення ряду законодавчо-нормативних актів створило сприятливі умови для залучення інвестицій у вітчизняне автомобілебудування. Кабінет міністрів затвердив інвестиційні програми розвитку таких провідних підприємств галузі, як Запорізький, Луцький і Львівський автомобілебудівні заводи та Кременчуцький автоскладальний. Тимчасове послаблення податкового тиску та створення умов для залучення інвестицій дозволили збільшити випуск автомобілів 2004 року порівняно з 2000-м у 5,6 разу, а частку вітчизняних транспортних засобів на ринку України — до 56%. Лише від ЗАТ «ЗАЗ» і його підприємств-суміжників торік державний бюджет одержав 1,17 млрд. грн. А загалом від діяльності автомобільного ринку відповідно до чинної на той час законодавчої бази бюджет отримав 4 млрд. 971 млн. грн.
В 2019 році автомобільна промисловість України практично припинила своє існування. За 2018 рік було випущено всього 6 тис автомобілів, що майже в 100 разів менше, ніж у піковий 2008 рік (більше 400 тис).

## Історія

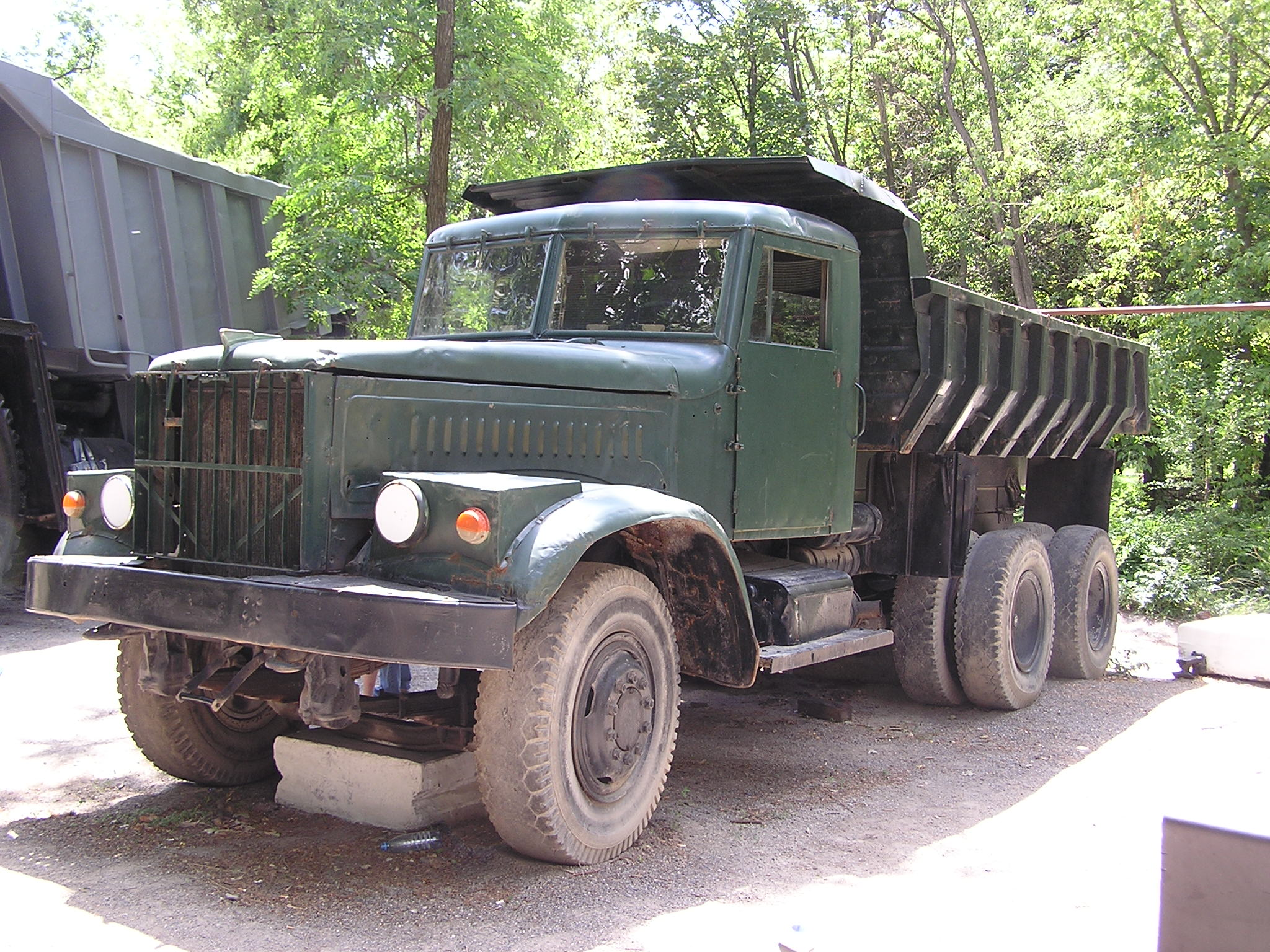
КрАЗ-256Б (1966—1994)

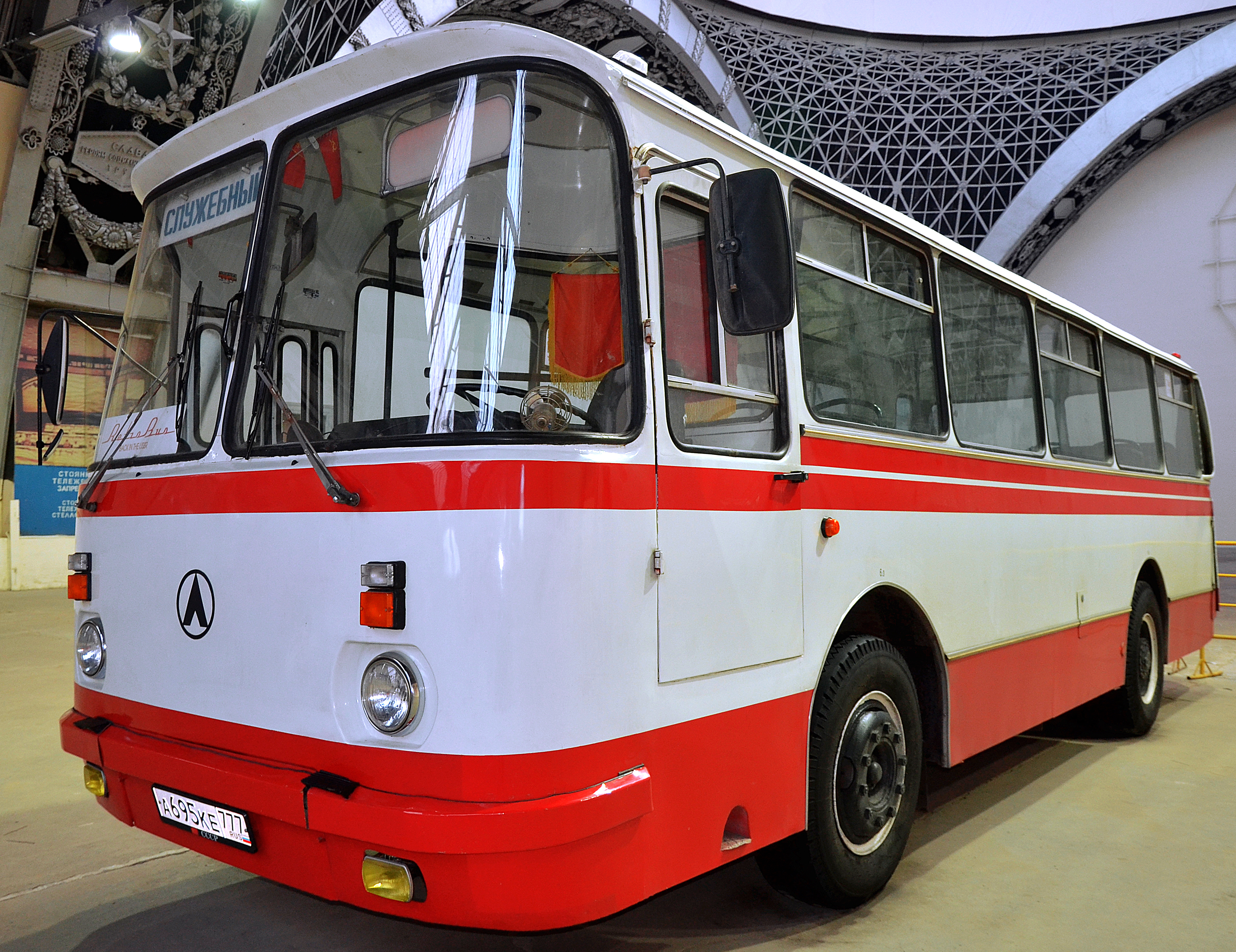
ЛАЗ 695Н (1976—2002)

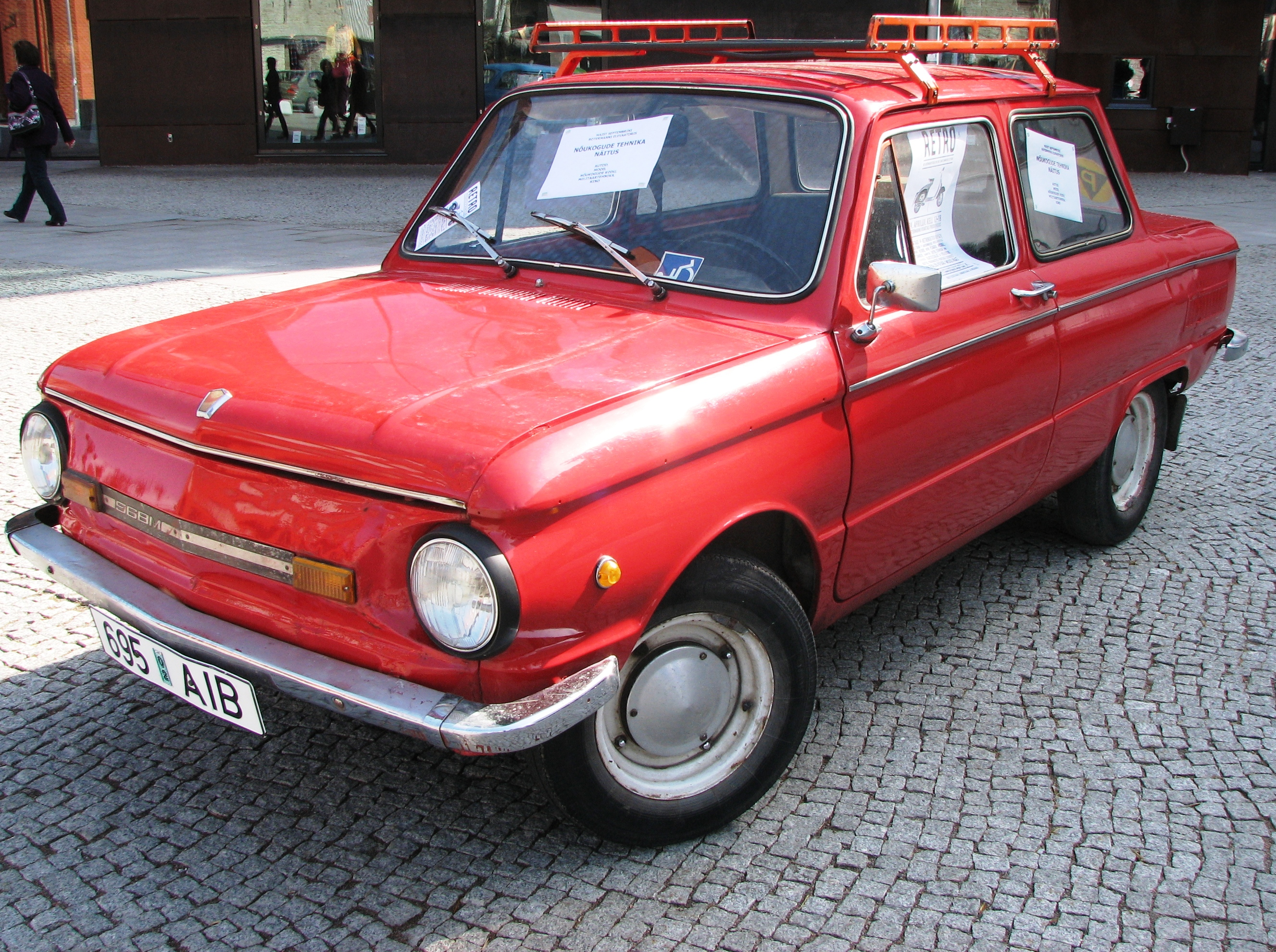
ЗАЗ-968М Запорожець (1980—1994)

### до 1990 року
Див. також: Автомобільна промисловість в Радянському Союзі
Як відомо в колишньому Радянському Союзі виробництво автотранспортних засобів розміщувалося нерівномірно (велика частина автозаводів і заводів по випуску комплектуючих виробів знаходилась в Росії). Проте майже кожна колишня республіка СРСР мала (і зберегла) монопольне виробництво якого-небудь виробу. Так, Україна — єдиний виробник середніх міських, усіх видів туристських і міжміських автобусів, великовантажних лісовозів, трубовозів і багатоцільових автомобілів, автонавантажувачів вантажопідйомністю 5 т. і вище, а також легкових малолітражних автомобілів першої групи (типу «Таврія»).
Так як українське автомобілебудування значною мірою залежало від постачання комплектуючих з країн СНД, що склалося ще за часів існування Союзу, то економічна самостійність, зруйнувала майже всі економічні зв'язки, що привело до занепаду галузі. Так у порівнянні з 1990 роком, випуск продукції в 1999 р. скоротився майже на 87 %.
На сьогоднішній час до автомобільного комплексу належать чотири автозаводи, 94 підприємств, які випускають компектуючі, 150 заводів колишньої оборонної промисловості та 160 підприємств інших галузей, що так чи інше причетні до автопрому.
Проектні потужності автомобільних заводів дають змогу випускати 35 тис. вантажних автомобілів на КрАЗі, 17 тис. міських автобусів на ЛАЗі, 300—350 тис. автомобілів на ЗАЗі та ще 17 тисяч на ЛуАЗі.
Проте в найкращі часи максимальне завантаження потужностей становило 95 %. АвтоЗАЗ максимально випускав 165 тис., ЛуАЗ — 10 тис., КрАЗ — 31 тис., ЛАЗ — 15 тис. автомобілів.

#### ЗАЗ
У 1985 році ЗАЗ випустив 160 000 автомобілів.

#### КрАЗ
За 1986 рік було випущено 30 655 автомобілів КрАЗ — найбільша кількість за роки існування автомобільного заводу.

#### ЛАЗ
У 1988 році Львівський автобусний завод виготовив 14 646 автобусів, що було найбільшим за усю його історію рекордом.

#### ЛуАЗ
1990 рік стає вдалим для ЛуАЗу, зібрано найбільше в історії автомобілів — 16 500 одиниць.

### 1990-ті роки

#### ЗАЗ

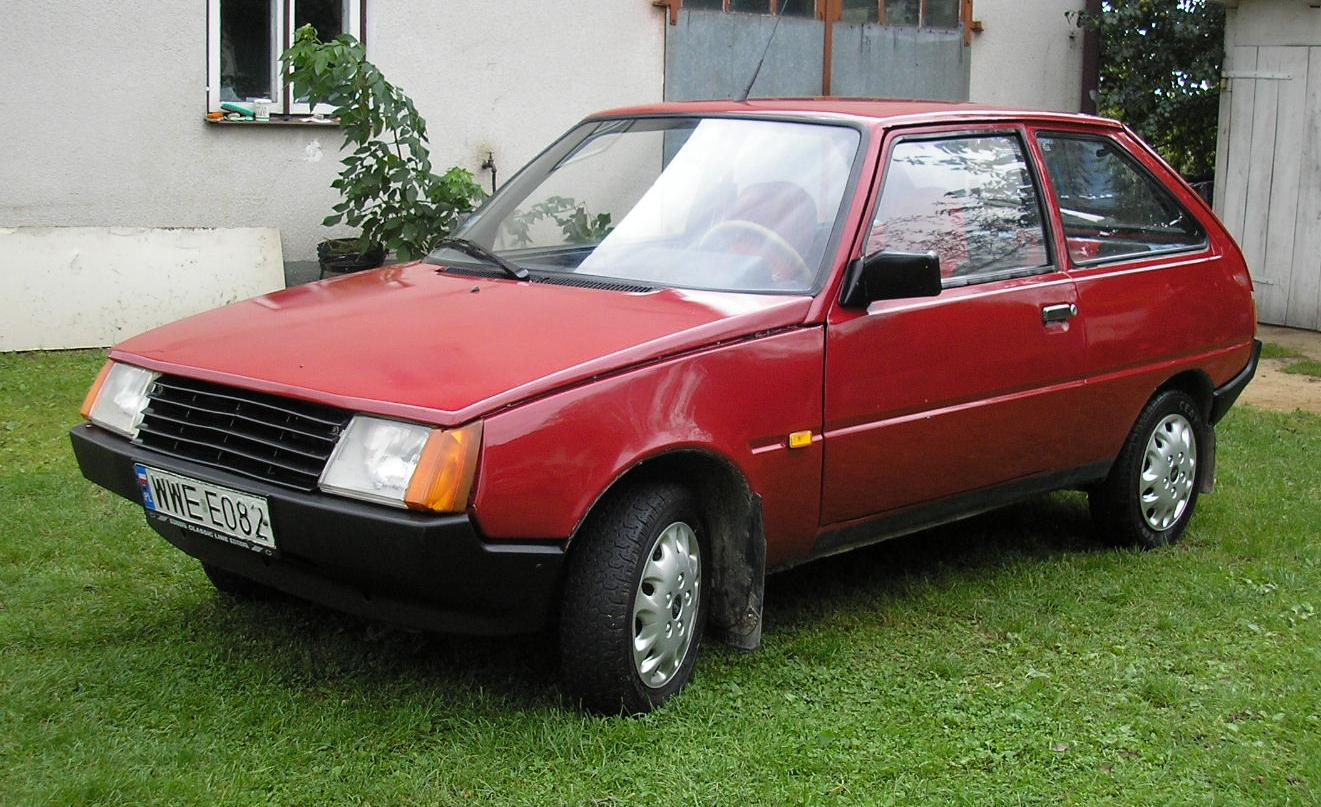
ЗАЗ-1102 Таврія (1988—2007)

ЗАЗ-1105 Дана (1994—1997)

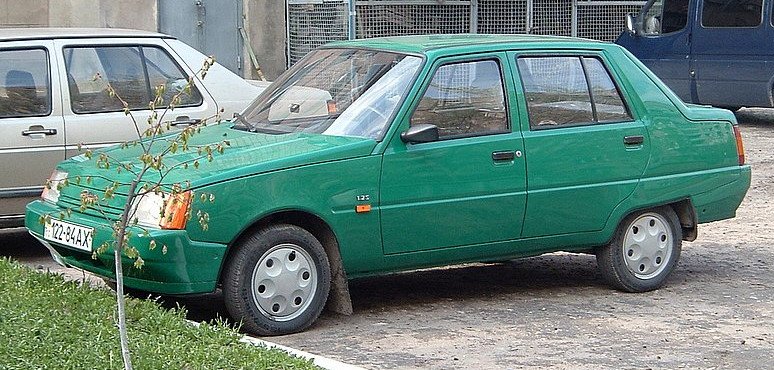
ЗАЗ-1103 Славута (1999—2011)

Історія створення «Таврії» цікава і різноманітна, тому що нині існуючому великому і упругому автомобілю передувало досить багато різних прототипів, одні з яких так і залишилися назавжди у вигляді макетів, що порошаться, в конструкторських бюро ЗАЗ, а інші були втілені в металі і свого часу проходили ходові випробування.
Першим концептуальним варіантом, що самостійно покинув межі заводу, став передньопривідний ЗАЗ-1102 зразка 1970 року, який розробила група фахівців «Комунар» під керівництвом головного конструктора В.П.Стешенка. Проте в ході випробувань було виявлено безліч конструкторських недоліків, які визначили музейне майбутнє цього автомобіля.
У 1973 році було підготовлено ще два експериментальні зразки з 3-дверним кузовом типу хетчбек і 2-дверним — типу седан, які також не змогли досягти рівня серійного автомобіля.
Наступними етапами еволюції ЗАЗ-1102 був передньопривідний прототип 1974 року випуску з елегантним кузовом седан і повнопривідний варіант зразка 1976 року з цілком сучасною на той час зовнішністю.
Конструкторам заводу «Коммунар» було потрібно немало часу для того щоб підготувати і запустити в серійне виробництво в 1988 році остаточний варіант ЗАЗ-1102 «Таврія» — саме той, який всі добре знають.
У 1991 році, після трьох років з початку виробництва, автомобіль був проведений рестайлінг автомобіля, в ході якого змінилася форма передніх крил та елементів салону. Для зниження собівартості машини були зроблені спроби перейти з дорогою передньої чеської оптики на вітчизняну.
Припинення виробництва загрожувало «Таврії» ще в середині 90-х, оскільки у покупців не було грошей на новий автомобіль. Та і якість продукції «ЗАЗу» сильно кульгала: це стосувалася як самого виробництва, так і комплектуючих. Але незважаючи на важкі часи у 1995 році завод підготував до випуску нову модель на базі «Таврії» — п'ятидверний універсал ЗАЗ-1105 «Дана», який випускався до 1997 року.
З 1994 року введена нова схема включення електровентилятора і змінена конструкція півосей. Але впровадження місцевих українських комплектуючих негативно позначилося на спільній якості моделей, особливо після 1992 року. Після заснування в 1998 році СП «АвтоЗАЗ-Деу», деякої модернізації конструкції і насичення ринку імпортними (корейськими) комплектуючими знов з'явилася надія на реабілітацію якості автомобіля. У 1998 році у виробництві знаходилися ще так звані «перехідні зразки», комплектація яких може далеко не відповідати заявленій.
Восени 1995 року було презентовано ЗАЗ-1103 «Славута» — пятидверний ліфтбек на базі «Таврії». У 1999 році розпочато його серійне виробництво.
У 1998 році зареєстровано спільне українсько-корейське підприємство з іноземною інвестицією у формі закритого акціонерного товариства «АвтоЗАЗ-Daewoo». Впроваджено випуск якісно нового автомобіля ЗАЗ-110206 «Таврія-Нова». Завершено роботи з підготовки виробництва і розпочато великовузлове складання автомобілів європейського рівня Daewoo Lanos, Daewoo Nubira, Daewoo Leganza на Іллічівському заводі автоагрегатів (ІЗАА).
Завдяки фінансовій підтримці іноземного партнера, новим технологіям, унікальним системам контролю якості, інженерним розробкам, які були привнесені разом з інвестиціями, а також послідовному сприянню держави, для Запорізького заводу розпочався новий історичний етап — час розвитку виробництва і виходу підприємства на міжнародний рівень.

#### ЛуАЗ

ЛуАЗ-1302 Волинь (1992—2002)

У березні 1989 року підприємство відвідують делегації американської фірми «Крайслер» та швейцарської «Іпатко» — підписані договори про співпрацю.
1990 рік стає вдалим для ЛуАЗу, зібрано найбільше в історії автомобілів — 16500 одиниць.
В 1992 році наказом генерального директора ВО "Автобаз" Луцький автомобільний завод виводять зі складу об'єднання.
Згідно з наказом ФДМУ № 50-Ам від 28 грудня 1995 року завод перетворено із державного підприємства на Відкрите акціонерне товариство «Луцький автомобільний завод».
Завод переживає найважчі часи у своїй історії. Різкий спад виробництва, зростаюча заборгованість по зарплатні стали реаліями в минулому потужного підприємства.

#### ЛАЗ

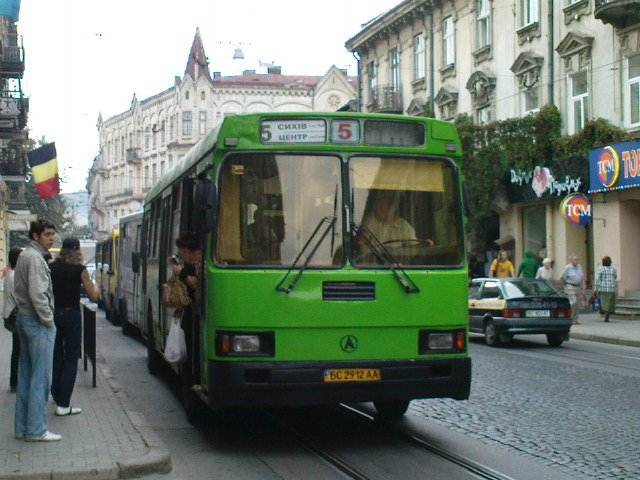
ЛАЗ 5252 (1992—2006)

Після розпаду СРСР, відчулася потреба у автобусі великого класу для міст, як Ikarus 260, через це, було швидко налагоджено випуск міського автобуса ЛАЗ 5252. У 1992 році вступає у виробництво міський автобус ЛАЗ 52523, що сильно нагадує ЛАЗ 4202; на його базі восени 1992 року було створено перший Львівський тролейбус (після ЛАЗ 695Т) — машина отримала номер 001 і назву ЛАЗ 52522, машина виїхала на маршрути Львова весною 1993 року і проїздила до 2008 року, коли була списана у тролейбусному депо. Перші ЛАЗ 52522 мали ряд серйозних недоліків з електрообладнанням, пізніше ця проблема була частково залагоджена. На тролейбус ставився харківський двигун ЕД138АУ2 і реостатно-контакторна система управління. Після декількох років служби у тролейбусів вже виявлялися недоліки: зламані показникові прилади, самі машини часто виходили з ладу, обшивка каркаса сильно деградувала вже через кілька років після випуску. Тролейбуси ЛАЗ 5252 серійно випускалися до 1998 року, аж поки не витримали конкуренції з ЮМЗ-Т2, і їх виробництво було припинене до 2004 року. На 1998 рік було випущено 75 екземплярів ЛАЗ 52522.
У 1994 році на базі підприємства було створено Відкрите Акціонерне Товариство «Львівський автобусний завод», контрольний пакет акцій якого належав Фонду Держмайна України. Розпочате виробництво міжміських автобусів великого класу (ЛАЗ 5207). У 1995 році модельний ряд ЛАЗу поповнився 11 новими моделями автобусів, які були або принципово новими (прототипи Лайнер-10, Лайнер-12) або модифікаціями серійних машин.
У кінці 1990-х років проводиться рестайлінг автобусів ЛАЗ 5252 та його модифікацій, вони отримують нову відділку салону, тоновані склопакети та деякі інші нововведення (ЛАЗ 5252#Елементи рестайлінгу). Рестайлінг тролейбусів торкнувся лише у 2004 році. Найвдалішим рестайлінгованим автобусом був ЛАЗ 52528, він випускався до 2005 року, конкуруючи рік з новими низькопідлоговим моделями.

#### КрАЗ

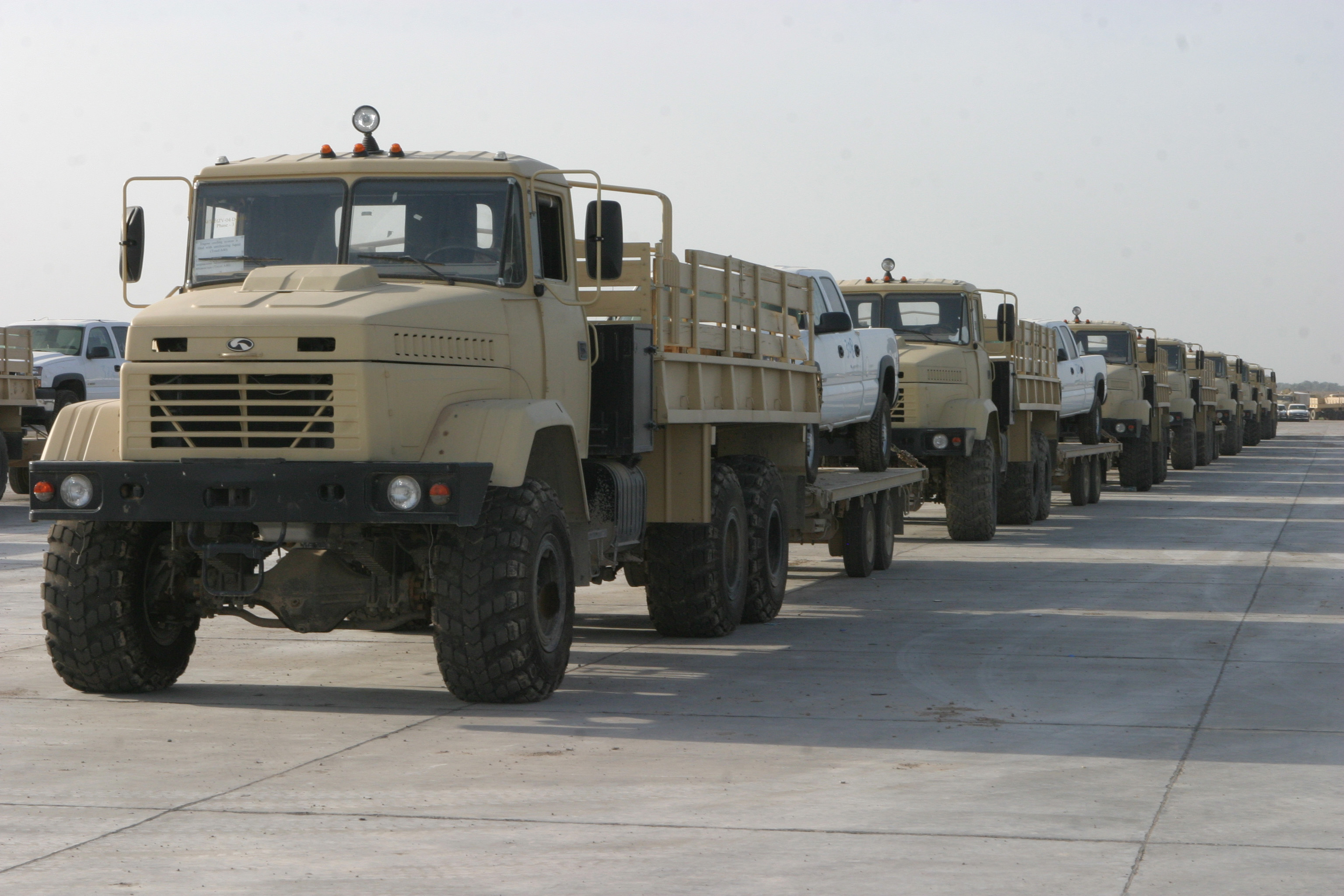
КрАЗ-6322 (1994-донині)

Квітень 1990. Зібраний автокран Фаун-краз-22. Проведений перший цикл сертифікації і випробувань нової базової моделі КРАЗ-6510.
1991. Створена Зовнішньоторговельна фірма «КРАЗ».
1992. Почався серійний випуск автосамоскидів моделі КРАЗ-6510, 20-тонних самоскидів КРАЗ-650321, тягачів КРАЗ-6443, з колісною формулою 6х6, і КРАЗ-6444.
Березень 1993. Виготовлений 750-тисячний автомобіль. На головному конвеєрі зібрані перші двовісні сідельні тягачі КРАЗ-5444. Початок виробництва базового автомобіля КРАЗ-65101. За відповідність автомобілів, що випускаються, міжнародним стандартам заводу вручені призи: «Дуга Європейської Золотої Зірки» (Мадрид), «Європейський приз за якість» (Париж).
1994. Початок випуску сідлового тягача з колісною формулою 6х4 КРАЗ-64431, сідлового тягача високої прохідності з колісною формулою 6х6 КРАЗ-6446, бортового автомобіля КРАЗ-65053 і початок виробництва довгобазового автомобіля високої прохідності з колісною формулою 6х6 КРАЗ-63221.
Листопад 1994. Зареєстроване ВАТ «Кременчуцький автомобільний завод», створене шляхом корпоратизації державного підприємства.
1995. Створене відкрите акціонерне суспільство «Кременчуцький автомобільний завод». Складений і вперше демонструвався на виставці двовісний бортовий автомобіль КРАЗ-5133В2. Складений двовісний бортовий автомобіль КРАЗ-5131ВЕ.
1999. Українсько-німецька компанія «Мега-моторс» викупила два пакети акцій по 25 % ХК «Автокраз». ХК «Автокраз» нагороджена дипломом Міжнародних автомобільного салону "SIA-1999″ «За найкращий вітчизняний вантажний автомобіль».

### 2000-ні роки

#### ЗАЗ

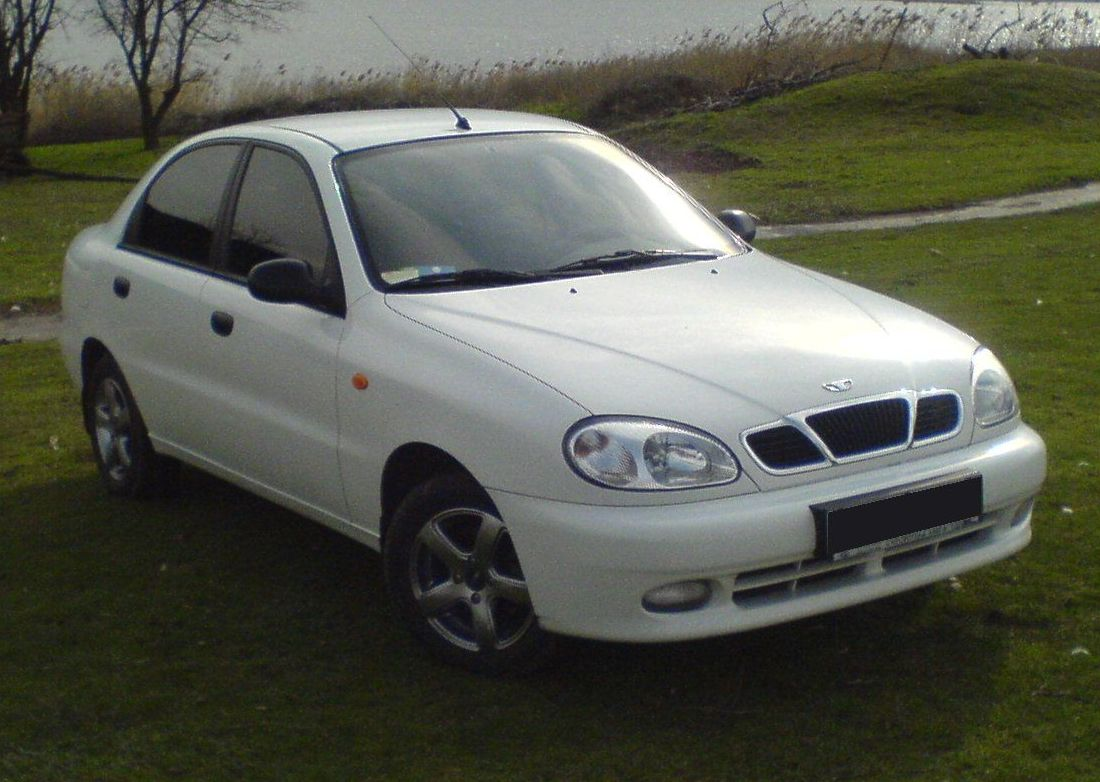
ЗАЗ Сенс — автомобіль, створений на базі Daewoo Lanos

У 1999 році Корпорації УкрАвто були делеговані функції управління державним пакетом акцій заводу. У 2002 році Корпорація УкрАвто стала власником державного пакету акцій Запорізького автомобілебудівного заводу (понад 82 % акцій ВАТ «АвтоЗАЗ», який у свою чергу є власником 50 % акцій ЗАТ «ЗАЗ») і отримала право управління підприємством і, зокрема, його виробничими програмами. У січні 2003 року підприємство було перейменоване на «Запорізький автомобілебудівний завод».
Протягом 1998–2003 років на підприємстві відбулися глибокі структурні зміни за новими, світовими стандартами була проведена реновація виробництва, будівель, систем енергопостачання, інженерних споруд і мереж на заводах у Запоріжжі, Мелітополі, Іллічівську, Родах; організований контроль якості продукції, яка відповідає світовим стандартам; почато виробництво автомобілів Daewoo на заводі автоагрегатів в Іллічівську; після модернізації на головному заводі у Запоріжжі відновлений випуск якісно нової Таврії; змінена адміністративно кадрова політика. Цей період відзначився також істотними поворотами у стратегії відкрилися нові перспективи і можливості співпраці з грандами світового автомобільного бізнесу — компаніями DaimlerChrysler, General Motors, Opel, Renault та іншими, що дозволило реалізувати інвестиційні проекти з організації повномасштабного виробництва автомобілів провідних світових брендів.
У 2003 році завод змінює форму власності і стає Закритим акціонерним товариством з іноземною інвестицією «Запорізький автомобілебудівний завод».
Також у 2003 році укладено генеральну дистриб'юторську угоду між Корпорацією «УкрАВТО» (в особі одного з її підрозділів — компанії «УкрАвтоЗАЗ-Сервіс»), Запорізьким автомобілебудівним заводом та німецькою компанією Adam Opel GmbH (європейським представництвом GMC). Opel виступив виробничим партнером ЗАЗ і УкрАВТО, надавши інвестиції для освоєння велико- та дрібновузлового виробництва автомобілів свого модельного ряду.
Цього ж року швейцарська фінансово-інвестиційна компанія Hirsch & Cie придбала 50 % акцій ЗАТ «ЗАЗ», що належали компанії Daewoo Motor.
У 2004 році розпочато серійне виробництво автомобіля Opel Astra Classic.
У 2005 році розпочато повномасштабне виробництво автомобіля ZAZ Lanos на Запорізькому автомобілебудівному заводі. Корпорація «УкрАВТО» стала головним акціонером флагмана польського автомобілебудування — заводу FSO. Автомобіль Chevrolet Lanos, виробництва Запорізького автомобілебудівного заводу, експортується в Росію.
У 2005 році конструкторами ЗАЗ розроблено автомобіль ЗАЗ Lanos Pick-up.
У 2006 році розпочато виробництво автобусів I-VAN на базі платформи відомої індійської компанії TATA.

#### ЛуАЗ/Богдан

ЛуАЗ-1301 (прототип 2002)

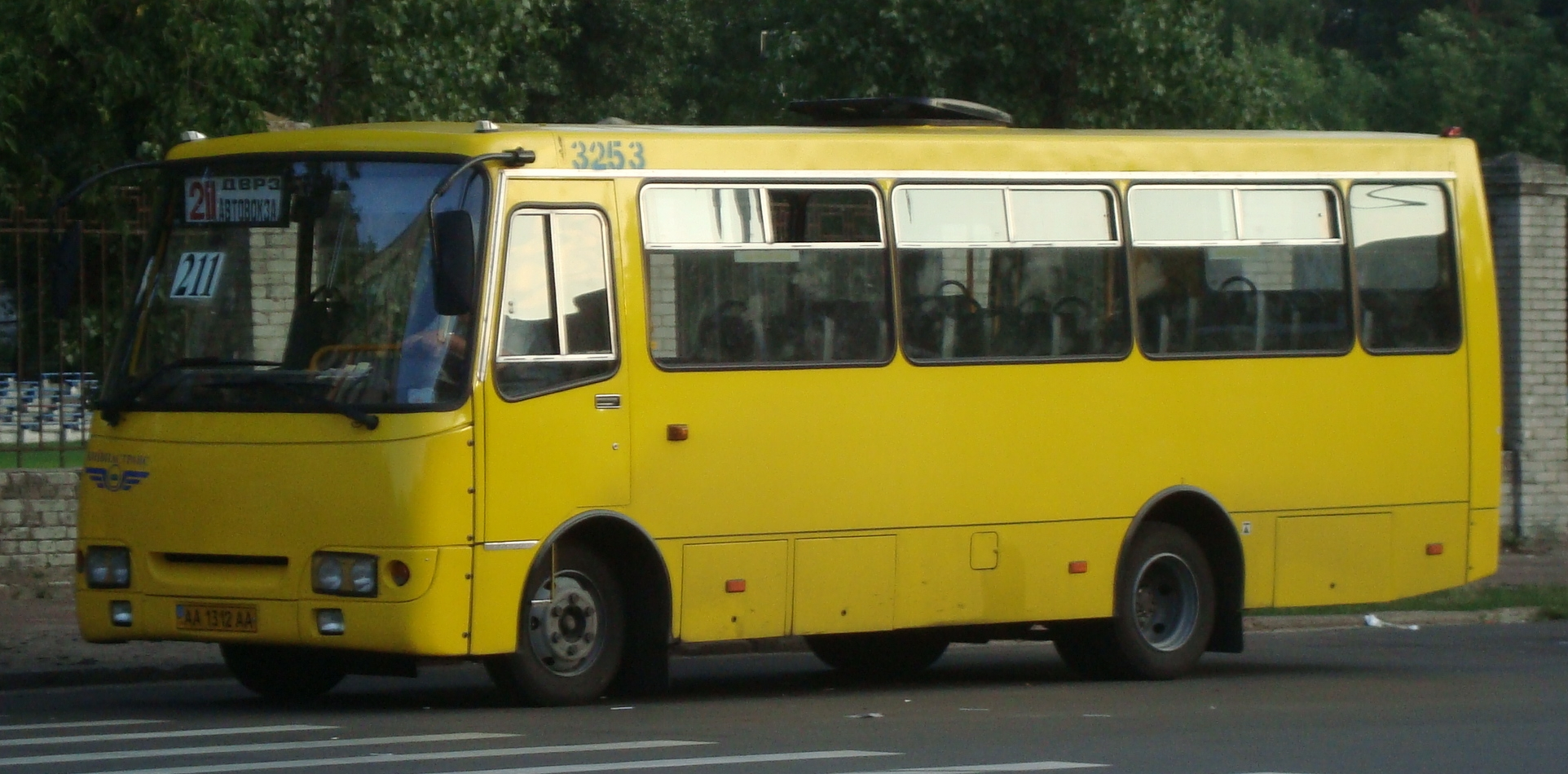
Богдан А092 (2003-донині)

Завод переживає найважчі часи у своїй історії. Різкий спад виробництва, зростаюча заборгованість по зарплатні стали реаліями в минулому потужного підприємства. Новопризначений директор Володимир Гунчик говорить про продаж 81-го відсотка акцій стратегічному інвестору, який бачив виробництво на ЛуАЗі нових автомобілів європейського зразка.
У лютому була укладена угода з концерном «Укрпромінвест» на складання автомобілів ВАЗ у Луцьку. 14 квітня відбувся комерційний конкурс з продажу 81,12 % акцій товариства. Переможцем у цьому конкурсі став концерн «Укрпромінвест».
Розпочалося великовузлове складання автомобілів ВАЗ-21093 і УАЗ різних модифікацій, вдалося відновити випуск власної продукції — автомобілів ЛуАЗ.
У 2000 році складено 2250 автомобілів ВАЗ-21093, 150 автомобілів ЛуАЗ, 648 автомобілів УАЗ.
У 2001 році продовжено освоєння складання додаткових моделей автомобілів ВАЗ-21099, ВАЗ-2107, ВАЗ-2104, ВАЗ-23213 "Нива", УАЗ-3160. Всього їх було складено майже 6 тисяч штук. Цього ж року керівництво заводу приймає рішення зупинити виробництво автомобілів ЛуАЗ-1302 і ЛуАЗ-13021 як морально застарілих.
У 2002 році підприємство продовжує нарощувати темпи виробництва, з головного конвеєра заводу зійшло більше 13 тисяч автомобілів ВАЗ, УАЗ, ІЖ, КІА різних моделей.
2003—2004 роки сміливо можна назвати періодом випробувань — автозаводи захищають підприємство уже від «держави». Власне, початок 2003 року для ЛуАЗу був обнадійливим — у квітні з нового конвеєра зійшов 25-тисячний ВАЗ, у травні у Київському автосалоні були представлені нові автомобілі ЛуАЗ-1301, ЛуАЗ-1301-08 (санітарний). Впевненість у майбутньому в автозаводчан підкріплювала і розроблена інвестиційна програма, яка реально виводила Луцький автозавод на якісно інший рівень розвитку, й яка, як згодом з'ясувалося, стала причиною нової «політично-економічної війни».
17 вересня 2003 року Кабінет Міністрів України своєю постановою затвердив інвестиційну програму ЛуАЗу, якою передбачалося створення нового сучасного автомобільного заводу з виготовлення до 70 тисяч автомобілів на рік. Однак через два тижні, 1 жовтня цього ж року, Указом Президента ця постанова уряду скасовується. Офіційна версія — інвестпрограма ЛуАЗу, зрештою, як і тодішній закон «Про стимулювання виробництва автомобілів в Україні», не відповідали вимогам СОТ. Таке рішення мало ефект «вибуху»: на ЛуАЗі зупиняється виробництво, під загрозою опинилося саме існування заводу і доля майже тисячі його працівників.
Розпочинаються довготривалі перевірки.
У 2003 році український ринок отримав 11,435, а в 2004-му — 22,638 автомобілів різних марок (ВАЗ, УАЗ, HYUNDAI, ISUZU).
У 2003 році підприємство покрило збитки попередніх років на 13,3 млн грн., а в наступному отримало 2,962 тис. грн. прибутків.
23 січня 2004 року випущено 30-тисячний ВАЗ (через чотири місяці з конвеєра зійшов 45-тисячний ВАЗ). На початку лютого була зібрана на головному конвеєрі ЛуАЗу перша партія з 55-ти вантажних автомобілів Hyundai HD65 з машинокомплектів південнокорейської фірми Hyundai Motors Company.
У першому півріччі 2005 року заводом задекларовано 5060 тис. грн. прибутків.
В лютому 2005 року було створено корпорацію «Богдан». ВАТ «Луцький автомобільний завод» виступив одним з її співзасновників.

#### ЛАЗ

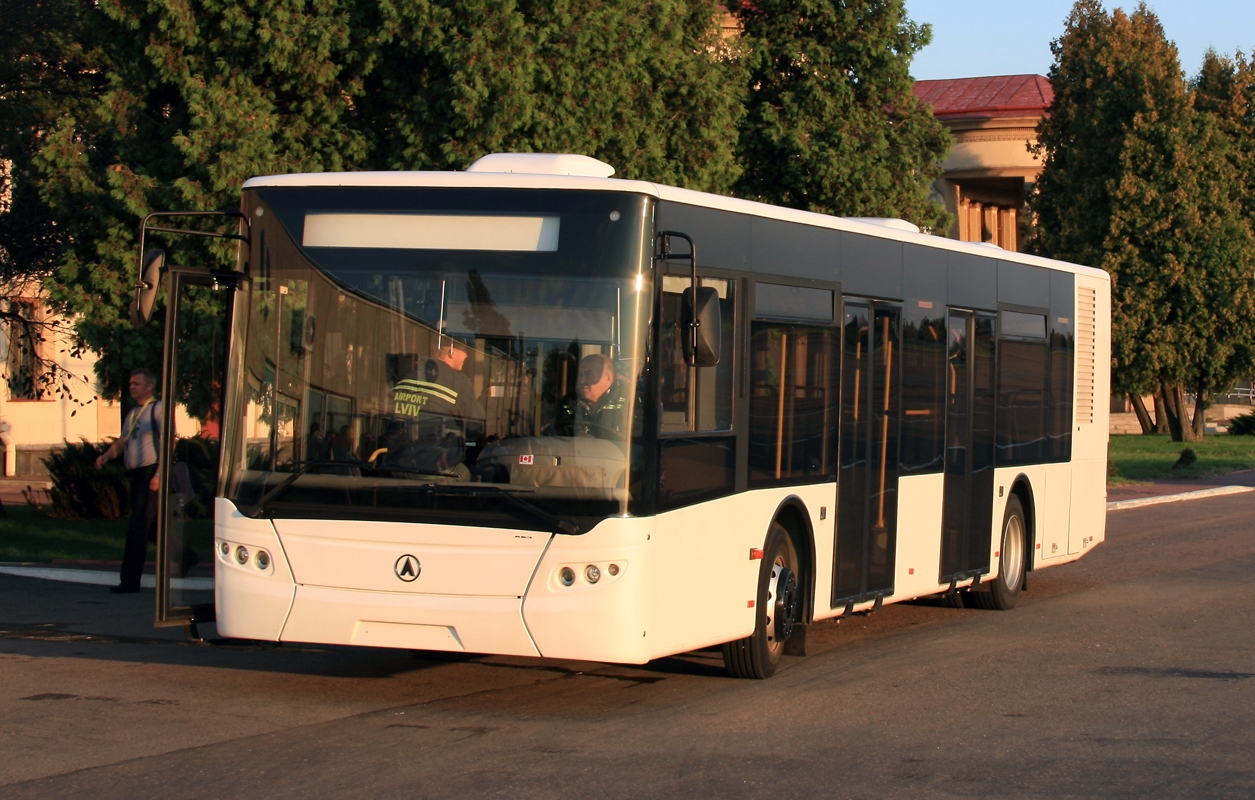
Сучасний «ЛАЗ», що обслуговує аеропорти

З 2001 року завод набуває статусу приватного підприємства з колективною формою власності.
У 2002 розпочався випуск чотирьох зовсім нових моделей автобусів: приміських та туристичних Лайнер−9, −10, −12, а також особливо великих міських ЛАЗ-А291; адаптовано до вимог ринку велику міську модель ЛАЗ-5252.
У серпні 2003 зі збірного цеху виїхав півтораповерховий туристичний ЛАЗ-5208 — перший автобус з сім'ї абсолютно нових моделей із назвою НеоЛАЗ. У травні 2004 були представлені дві наступні моделі з родини НеоЛАЗ: міський автобус з низьким рівнем підлоги ЛАЗ-А183 «Сіті» — і перонний автобус з низьким рівнем підлоги ЛАЗ-АХ183 «Аеропорт».
Модельний ряд автобусів обладнано двигунами Ярославського моторного заводу (Росія), німецької фірми «Deutz» та задніми мостами «Raba» (Угорщина).
7 червня 2006 року ЗАТ «Львівський автомобільний завод» (ЛАЗ) змінив назву на «Завод комунального транспорту».
У березні 2010 року уряд України вибрав ЛАЗ основним постачальником муніципального транспорту для міст, що приймають Євро-2012.

#### КрАЗ
24 липня 2001. Фонд державного майна оголосив переможцем конкурсу з продажу останнього державного пакету в 36,37 % ХК «Автокраз» українсько-німецьку компанію «Мега-моторс». Зібрані чотиривісні автомобілі з колісною формулою 8х4 КРАЗ-7133Н4, КРАЗ-7133С4.
2002. Вийшов дослідний зразок автомобіля з правим кермом моделі «КРАЗ-6333 ВЕ».
Жовтень 2002. Фонд жовтень ХК «Автокраз» нагороджена дипломом міжнародної спеціалізованої виставки "Вантажівка СНД-2002″ (Київ);
Листопад 2002. Створений Торговий дім ХК «Автокраз»
2003. ХК «АвтоКрАЗ» відкрила складальні виробництва у В'єтнамі і Росії.

### 2010-ті роки

#### ЗАЗ

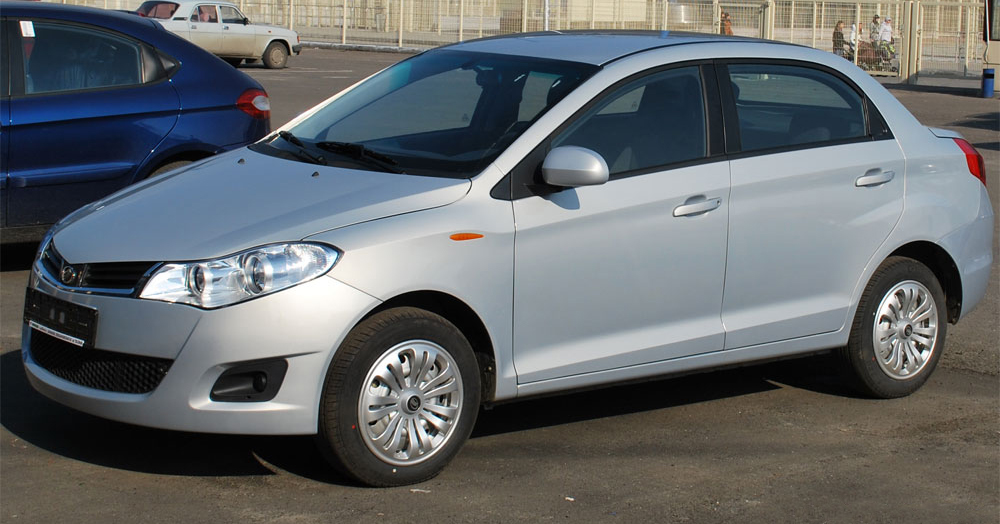
ЗАЗ Форца (2011—2014)

У 2010 році розпочато виробництво автобусів ЗАЗ А10 з несучим кузовом і агрегатами провідних європейських фірм.
У 2011 році розпочато виробництво нової моделі — ЗАЗ Форца. Цей автомобіль є ліцензійною копією китайського Chery A13.
У 2012 році розпочато виробництво нової моделі — ЗАЗ Віда. Цей автомобіль є ліцензійною копією корейського Chevrolet Aveo.
Нині Запорізький автомобілебудівний завод — підприємство, яке володіє повним циклом виробництва легкових автомобілів, — від двигуна до трансмісії, кузова і комплектуючих, до кінцевої збірки готового автомобіля і його постачання в мережу продажів.
Потужності головного заводу ЗАТ «ЗАЗ» дозволяють здійснювати як дрібновузлове і повномасштабне, так і крупновузлове виробництво автомобілів, і розраховано на випуск до 150 000 авто в рік. Обсяги виробництва невпинно зростають.
10 вересня 2010 року — на «Автошоу 2010» у Києві ЗАЗ презентував електромобіль ЗАЗ Lanos фургон Електро і автобуси ЗАЗ-A10C31 та ЗАЗ-А10L50.
У 2011 році ПАТ «ЗАЗ» випустило 60,862 тис. автомобілів, що на 33,9 % перевищує аналогічний показник 2010 року (45,465 тис.), при цьому понад 50 % випущених авто поставлено на експорт.

#### Богдан

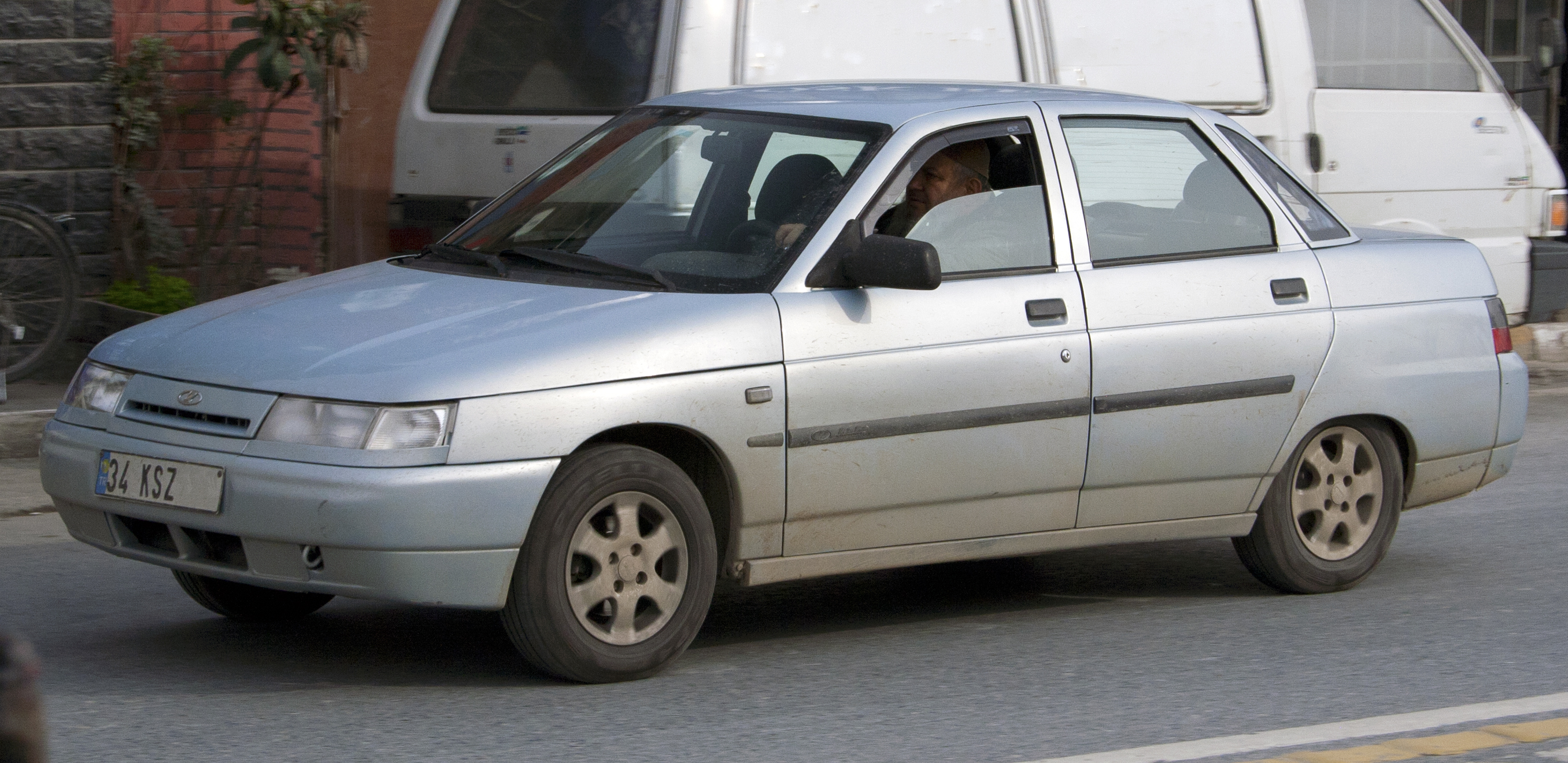
Богдан-2110 (2009—2014)

Богдан-2110 (Bogdan 2110) — чотиридверний передньопривідний седан корпорації «Богдан», що виготовлявся з 2009 по 2014 рік і створений на базі ВАЗ-2110 (Lada 110). Даний автомобіль виготовлявся на заводі в Черкасах (Україна) з комплектуючих, що поставлялись із Тольятті.
Bogdan 2110 оснащується 8-клапанним двигуном об'ємом 1,6 літра (80 к.с.) і 16-клапанним двигуном того ж об'єму (89 к.с.). У стандартне оснащення автомобіля входять передні електросклопідйомники і центральний замок, а за доплату пропонуються легкосплавні диски і протитуманні фари.
У 2012 році модель піддалася невеликому рестайлінгу. Від свого попередника рестайлінгова версія моделі Богдан-2110 відрізняється іншим переднім бампером, ґратами радіатора і деякими іншими деталями.

#### ЛАЗ
ЛАЗ А141 Лайнер — автобус середнього класу Львівського автобусного заводу для міських, приміських та міжміських перевезень пасажирів на відстані до 400 кілометрів, що вперше був представлений 29 травня 2012 року. Автобус є наступником моделі LAZ Liner 9.
Кузов — оцинкований, з терміном експлуатації 15 років. Дизайн передньої і задньої склопластикових масок вирішено в стилі відомих низькопідлогових CityLAZ.
На автобусі встановлено двигун DEUTZ BF4M1013 (Євро-2) потужністю 190 к.с. або ж Yuchai YC4G (Євро-2) потужністю 180 к.с. Окрім цього, можливе встановлення двигуна, який відповідає сучасним європейським нормам викидів до Євро-5. Коробка передач від європейського виробника ZF і рульовий механізм теж фірми ZF. Передня і задня ресорна підвіска з компенсуючими пружинами.
Лайнер 141 має сім варіантів планування салону, з них п'ять — міські та приміські версії, і дві — міжміські: звичайна на 35 місць для сидіння і підвищеного комфорту на 30 місць, обладнана аудіо та відео системами.

#### КрАЗ

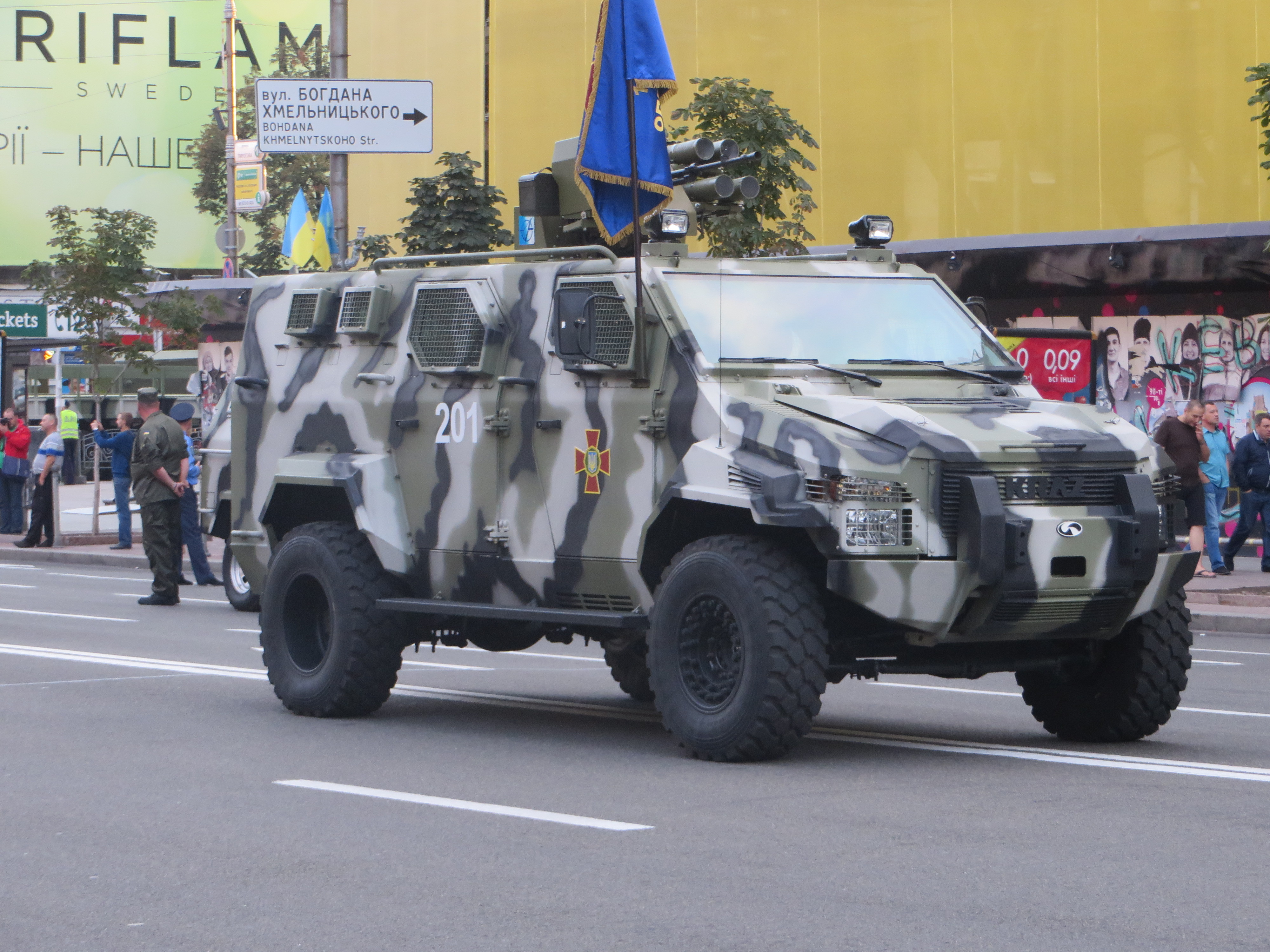
КРАЗ Спартан (2014-донині)

КРАЗ Спартан розроблений канадською компанією Streit Group на шасі автомашини Ford F550 у 2012 році.
Перший демонстраційний зразок бронемашини був виготовлений на заводі «Streit Group's Canadian Manufacturing Facility» (штат Онтаріо, Канада) і представлений на збройовій виставці «IAV 2013» в лютому 2013 року.
Бронемашина має звичайну компоновку з переднім розташуванням двигуна, відділенням управління в середній частині машини, в кормовій частині машини розташоване десантне відділення. Екіпаж машини складається з двох осіб, передбачена можливість перевезення декількох піхотинців.
Корпус бронемашини зварний, виготовлений із сталевих броньових листів, розташованих під кутом. Бронювання за стандартом CEN Level BR6 забезпечує кругову захист від куль набоїв 7,62×51 мм НАТО з відстані 10 метрів.

#### Практика

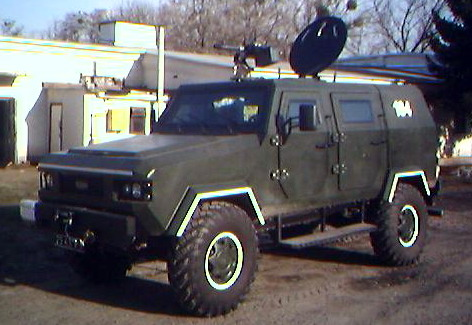
ББМ «Козак» (2014-донині)

ББМ «Козак» був розроблений науково-виробничим об'єднанням «Практика», українським виробником бронетехніки і засобів технічної безпеки для банків і офісів.
Вперше був продемонстрований широкій публіці на параді на честь Дня незалежності України в Києві 24 серпня 2009 року.
У період до червня 2013 року було виготовлено щонайменше дві машини, але на озброєння вони прийняті не були.
2 вересня 2014 року бронеавтомобіль «Козак» ще раз показали на полігоні навчального центру
Національної гвардії під селом Нові Петрівці на Київщині. Бронемашина як і раніше не перебувала на озброєнні, і замовлень на її виробництво не надходило ні від держави, ні від приватних осіб.
24-27 вересня 2014 року цей же бронеавтомобіль «Козак» був представлений в Міжнародному виставковому центрі в Києві, де проходила ХІ Міжнародна спеціалізована виставка «Зброя та безпека-2014». Голова Верховної Ради Олександр Турчинов, який відвідав виставку 24 вересня 2014, повідомив, що ряд розробок військово-промислового комплексу, представлених на виставці, прямо з експозиції відправлять в зону бойових дій.
20 січня 2015 року на київській базі Державної прикордонної служби України посольство США в Україні передало прикордонникам перший бронеавтомобіль «Козак» українського виробництва. Про це повідомляє прес-служба американського посольства в Україні.

#### Електрон

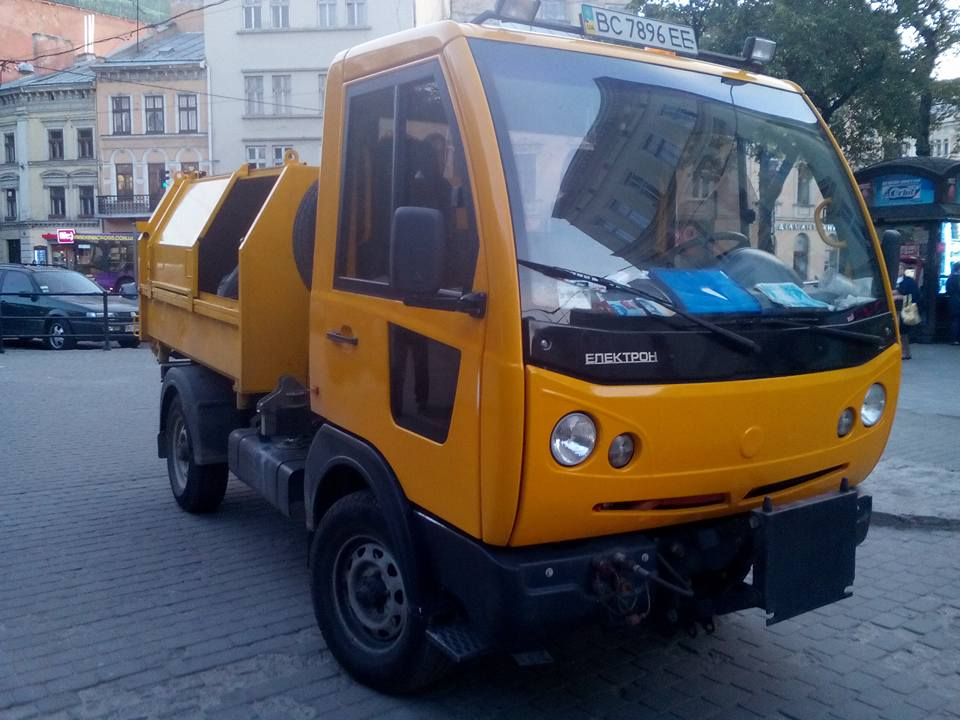
ЕМ-С320.12 «Електрон»

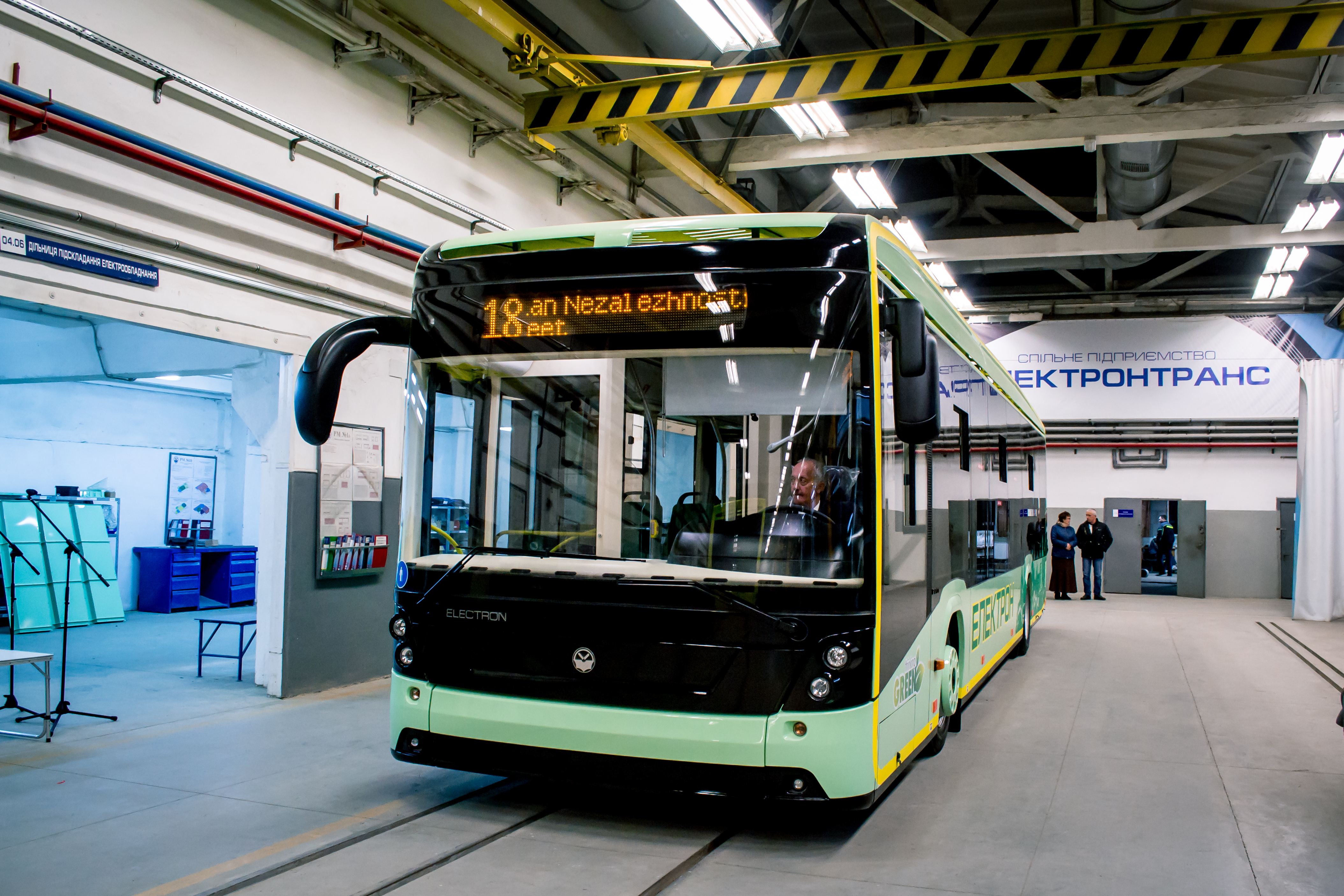
Електрон Е19101

Автомобіль Електрон створений «Концерн-Електрон» на основі УАЗ-3303.
На базове шасі з гідросистемою встановлюються різні варіанти кузовів (в тому числі самоскидних, з можливістю розвантаження на три сторони), а також монтуються до 50-ти одиниць навісних агрегатів різноманітного призначення. Нова машина може вивозити контейнери зі сміттям, розчищати вулиці, тротуари та дороги від снігу, використовуватись як розкидач піско-соляної суміші, як поливальна або підмітальна машина, як дорожній порохотяг, а також як косарка для догляду за газонами та зеленими насадженнями, працювати на аварійних роботах чи на будівельних майданчиках з обмеженим простором та виконувати багато інших видів робіт.
В повноприводному автомобілі передбачено встановлення декількох типів двигунів — класичні бензинові або дизельні потужністю 130—140 к.с., а також комбіновані «бензин-газ». В найближчій перспективі планується встановлення на автомобіль електродвигунів, що працюють від акумуляторів на основі конденсаторних батарей надвисокої ємності. Нові батареї можуть використовуватись і як цілком автономне джерело енергоживлення.
Багатофункціональний автомобіль призначений для потреб комунального господарства, але завдяки своїм можливостям може використовуватись у багатьох галузях — в будівництві, на дорожньо-ремонтних роботах, у фермерських господарствах та інших сферах господарської діяльності.

## Обсяг виробництва
| Роки            | Автомобілі легкові, тис.од. | Автобуси, тис.од. | Автомобілі вантажні, тис. од. | Всього, тис. од. |
| --------------- | --------------------------- | ----------------- | ----------------------------- | ---------------- |
| 1990            |                             |                   |                               | 196              |
| 1991            |                             |                   |                               | 193              |
| 1992            |                             |                   |                               | 177              |
| 1993            |                             |                   |                               | 172              |
| 1994            |                             |                   |                               | 109              |
| 1995            |                             |                   |                               | 67,4             |
| 1996            |                             |                   |                               | 12,1             |
| 1997            |                             |                   |                               | 7,1              |
| 1998            |                             |                   |                               | 33,0             |
| 1999            |                             |                   |                               | 19,5             |
| 2000            |                             |                   |                               | 31,255           |
| 2001            |                             |                   |                               | 35,4             |
| 2002            |                             |                   |                               | 48,1             |
| 2003            | 98,3                        | 2,6               | 4,7                           | 105,6            |
| 2004            | 174                         | 2,6               | 10,9                          | 187,5            |
| 2005            | 192                         | 4,7               | 14,0                          | 215,759          |
| 2006            | 267                         | 7,7               | 12,1                          | 286,8            |
| 2007            | 380                         | 9,1               | 11,4                          | 400,5            |
| 2008            | 402                         | 10,2              | 11,8                          | 424,0            |
| 2009            | 65,7                        | 1,3               | 2,3                           | 69,3             |
| 2010            | 75,3                        | 2,7               | 4,9                           | 83,133           |
| 2011            | 97,4                        | 3,4               | 3,3                           | 104,654          |
| 2012            | 69,687                      | 3,359             | 3,235                         | 76,281           |
| 2013            | 45,758                      | 2,479             | 2,212                         | 50,449           |
| 2014            | 25,941                      | 0,906             | 1,904                         | 28,751           |
| 2015            | 5,654                       | 0,874             | 1,716                         | 8,244            |
| 2016            | 4,340                       | 0,321             | 0,603                         | 5,264            |
| 2017            | 7,296                       | 0,804             | 0,486                         | 8,586            |
| 2018            | 5,660                       | 0,831             | 0,132                         | 6,623            |
| 2019            | 6,254                       | 0,875             | 0,136                         | 7,265            |
| 2020            | 4,202                       | 0,699             | 0,051                         | 4,952            |
| 2021            | 7,342                       | 0,768             | 0,043                         | 8,153            |
| 2022            | 1,756 (10 місяців)          | -                 | -                             | ???1,490???      |
| 2023 (3 місяці) | 1,149                       | 0,267             | 0,437 + 122 напівпричепи      | 1,975            |

### 2006 рік
Згідно з Концепцією розвитку автомобільної промисловості в період до 2015 року передбачалося довести річні обсяги виробництва легкових автомобілів до 500 тис., вантажних — до 45 тис., автобусів — 20 тис. одиниць. Значну долю цієї техніки мало бути використано в Збройних Силах України.

### 2010 рік
В 2010 році частка галузі в промисловому виробництві склала лише 0,8 %, а в створенні національного внутрішнього валового продукту — менше 0,4 %.
| Підприємство        | Категорія збірка | Модель                                                                                     |
| ------------------- | ---------------- | ------------------------------------------------------------------------------------------ |
| ЗАТ «ЗАЗ»           | SKD, MKD         | ЗАЗ Ланос, ЗАЗ Сенс, Daewoo Lanos, ЗАЗ Славута, ЗАЗ Ченс, Daewoo Sens, ВАЗ, Chevrolet, KIA |
| Корпорація «Богдан» | SKD, MKD         | ВАЗ, Hyundai (Santa Fe, Matrix, Accent, Tucson, Sonata, Elantra)                           |
| ЗАТ «Єврокар»       | SKD, MKD         | Skoda (Octavia, Fabia, Superb, Roomster, Yeti)                                             |
| ТОВ «КрАСЗ»         | SKD              | Gelly, SsangYong (Rexton, Kyron, Action, Korando)                                          |

### 2011 рік
Станом на 2011 рік вітчизняне автомобілебудування було малорозвиненим, і його вклад в національну економіку був несуттєвим. В галузі працювало лише 18,4 тис. працівників, або менше 0,1 % всіх працюючих в Україні.
В сегменті виробництва легкових автомобілів було присутнє, головним чином, крупновузлове складання іноземних марок середнього класу (С, В і С-
high), вартістю 6,5 — 22 тис. євро з низьким рівнем локалізації та утворюваної на території України доданої вартості.
Загалом, в українському автомобілебудуванні працювало близько 100 підприємств різної форми власності.

### 2012 рік
Зміцнення міжнародних позицій українського автомобілебудування здійснюється за рахунок нарощування виробництва автомобілів іноземних марок, а міжнародна співпраця України у сфері автобудування концентрується, в основному, на постачаннях комплектуючих для крупновузлового складання легкових автомобілів.
Науково-технологічній співпраці на основі розвитку патентно-ліцензійної діяльності, трансферу технологій, міжнародної кооперації із загальної розробки перспективних автомобілів уваги не приділяється. Зволікання із технологічним переозброєнням, низькою інноваційною активністю підприємств, браком власних оригінальних розробок стримує надходження іноземних інвестицій, укладання угод щодо співпраці із закордонними автомобільними компаніями, обмежує український експорт автомобілів переважно ринками країн СНД та призводить до ігнорування можливостей поширення присутності на ринках Африки, Латинської Америки, окремих азійських країн, створює загрозу зменшення обсягів експорту щодо недорогих і прийнятних за якістю автомобілів.
Українські автокомпанії не створюють альянсів із провідними світовими автокомпаніями, в придбанні акцій іноземних автокомпаній і будівництві своїх автозаводів за кордоном.
В Україні не вирішується проблема утилізації старих авто.
Характерними рисами української автомобільної промисловості є низька конкурентоспроможність автотранспортних засобів, особливо легкових автомобілів, спрямованість на внутрішні ринки й перевищення обсягів імпорту порівняно з виробництвом.

## Трудові ресурси
Загальна кількість працюючих в галузі легкового автомобілебудування протягом 2005—2011 рр. скоротилась з 27 тис. осіб до 4,4 тис. осіб.
Станом на 2012 рік державна система підготовки спеціалістів для автомобілебудування включає 40 професійних технічних училищ, 10 технікумів і технічних ліцеїв, 5 вищих навчальних закладів.
Вартість робочої сили в Україні тотожна з азійськими країнами та нижча, ніж в Росії та в європейських країнах.

## Технології
Україна посідає 7 місце в світовому рейтингу по виплавці сталі, проте в країні відсутнє виробництво автомобільного листа і потреба в ньому в повній мірі покривається імпортом.

## Ринки збуту
Основним споживачем легкових автомобілів, вироблених в Україні, є внутрішній ринок (понад 50 % від загального виробництва) та Росія (близько 95,8 % від загального обсягу експорту). Експорт легкових автомобілів в інші країни носить разовий характер: Азербайджан (2,5 %), Сирія (0,7 %), Казахстан (0,4 %), Білорусь (0,3 %).

## Підприємства-виробники
Станом на середину 2011 року, виробництво легкових автомобілів в Україні представлено наступними підприємствами:
| 1. ЗАТ Запорізький автомобільний завод (або ЗАТ «ЗАЗ») (Корпорація «Укравто») — крупновузлове (SKD) і дрібновузлове (MKD) складання легкових автомобілів; |
| Входить до групи компаній Укравто. ЗАТ «ЗАЗ» — єдине в Україні підприємство, що має повний цикл виробництва легкових автомобілів, який включає штампування, зварювання, фарбування, обладнання кузова і складання автомобіля. ЗАТ «ЗАЗ» співпрацює з Adam Opel, Daimler AG, GM DAT, ВАЗ, ТАТА, Chery, КІА. |
| 2. Корпорація «Богдан» (в складі ВАТ «Луцький автомобільний завод» (або ВАТ «ЛуАЗ»), та ВАТ "Черкаський автомобільний завод «Богдан» (ЧАЗ «Богдан»)) — крупновузлове і дрібновузлове складання легкових автомобілів; |
| Це одна з найбільш динамічних за розвитком компаній в Україні, об'єднує в собі потужності для виробництва автобусів і тролейбусів, легкових автомобілів, вантажної та комерційної техніки, а також має власну розгалужену торговельно-сервісну мережу (представлена — Українським автомобільним холдингом, який має 37 філій у всіх регіонах країни). Усі виробничі процеси максимально автоматизовані. |
| 3. ЗАТ «Єврокар» — крупновузлове і дрібновузлове складання легкових автомобілів; |
| Розташований у селі Соломоново Ужгородського району Закарпатської області. Будівництво було почато 23 липня 2001 року. Це дрібновузлове виробництво, при якому монтаж автомобілів здійснюється на конвеєрній лінії з використанням технологічного процесу, аналогічного головному заводу Skoda Auto. |
| 4. ТОВ "ВО «Кременчуцький автоскладальний завод» (або ТОВ «КрАСЗ») — крупновузлове складання легкових автомобілів; |
| ТОВ "ВО «КрАСЗ» було створене, як спільне українсько-російське підприємство «Кременчук-АвтоГАЗ» — засновано в м. Кременчуці 28 грудня 1995 року відкритим акціонерним товариством «Горьківський автомобільний завод» (м. Нижній Новгород, Росія) і Кременчуцьким дослідно-експериментальним механічним заводом у вигляді товариства з обмеженою відповідальністю і перереєстроване в подальшому в «Кременчуцький автоскладальний завод». Підприємство спеціалізується на крупновузловому складанні автомобілів, виконанні передпродажної підготовки, гарантійного і післягарантійного обслуговування автомобілів. Активна робота підприємства почалася на початку 2000 року, після того, як до складу увійшла українська Корпорація «АІС». Основна виробнича площа займає територію площею 22 га. з необхідним інженерним забезпеченням, що дає можливість підприємству випускати до 40 тисяч автомобілів в рік. |
| 5. ТОВ "Автомобільний завод «Віпос» — крупновузлове складання легкових автомобілів. |
| В структуру «Віпос» входить група компаній: - «Віпкар» — офіційний дилер Bentley і Spyker в Україні; - «Редкар» — офіційний імпортер Ferrari в Україні; - «Автомобільний завод Віпос» — виробниче підприємство крупновузлового складання автомобілів. Побудований в місті Херсон. Виробничий корпус заводу займав площу близько 7 тис. м2, адміністративно-побутовий триповерховий корпус загальною площею близько 3 тис. м2, випробувальний трек з естакадою, розташовані на земельній ділянці 2,8 га. Будівництво заводу, його оснащення, підбір устаткування, дизайн приміщення, налагодження всіх виробничих процесів і створення виробничих програм здійснювалося під керівництвом AUDI AG. - «Ауді Центр Віпос» — офіційний дилер Audi в місті Києві і Київській області; - «Ауді Центр Хмельницький» — офіційний дилер Audi в місті Хмельницький і Хмельницькій області; - «Тавріда Моторс» — офіційний дилер Audi в АР Крим; - «German Motors» — офіційний дилер Volkswagen в місті Києві і Київській області. Обсяг виробництва легкових автомобілів ТОВ «Віпос» в 2005—2010 рр. становив лише 74 авто, а станом на 2011 рік завод знаходився в стані закриття. |

Автобуси: ВАТ «Український інститут автобусно-тролейбусного машинобудування» (ВАТ «Укравтобуспром»), м. Львів.